# Столбов, Павел Афанасьевич
Павел Афанасьевич Столбов (30 августа 1929, Красный Луч — 15 июня 2011, Москва) — советский гимнаст, олимпийский чемпион, чемпион мира. Мастер спорта СССР (1956). Заслуженный мастер спорта СССР, тренер-преподаватель, судья международной категории.

## Спортивные достижения
Выступления на олимпийских играх, чемпионатах мира и первенствах СССР:
| Год  | Первенство       | Абсолютное | Командное | Опорный прыжок | Брусья | Конь | Вольные упражнения | Кольца | Перекладина |
| ---- | ---------------- | ---------- | --------- | -------------- | ------ | ---- | ------------------ | ------ | ----------- |
| 1956 | Олимпийские игры | 14         | 1         | 28             | 41     | 7    | 16                 | 12     | 4           |
| 1956 | Чемпионат СССР   | 5          |           |                |        | 1    |                    |        | 1           |
| 1957 | Чемпионат СССР   | 1          |           |                | 6      | 4    | 2                  | 4      |             |
| 1958 | Чемпионат мира   | 5          | 1         |                | 3      | 2    | 5                  |        | 5           |
| 1958 | Чемпионат СССР   | 4          |           |                | 2      |      | 4                  | 5      | 2           |
| 1959 | Чемпионат Европы | 2          |           |                | 3      |      | 5                  | 2      | 1           |
| 1959 | Чемпионат СССР   | 3          |           |                |        | 3    | 6                  | 2      | 1           |
| 1962 | Чемпионат мира   | 8          | 2         |                |        |      |                    |        | 2           |
| 1962 | Чемпионат СССР   |            |           |                |        | 4    | 4                  |        | 1           |
| 1963 | Чемпионат СССР   | 7          |           |                |        |      |                    |        | 1           |

Абсолютный чемпион Спартакиады дружественных армий 1958. Также победитель Спартакиады дружественных армий 1958 в командном зачёте.

## Биография
Окончил Московский областной педагогический институт (1962). Член КПСС с 1959 года.

## Награды
- Звание заслуженный мастер спорта СССР (1961).
- Почетный Знак «За заслуги в развитии физической культуры и спорта» (1989).